# 廟行鎮戰鬥
廟行鎮戰鬥發生於1932年2月中旬，地點則是在中國上海廟行鎮。是抗日戰爭初期的主要戰鬥之一，交戰一方為國民革命軍，一方為日軍。而兩軍參與者為收編第十九路軍87師與88師之第五軍張治中及海軍陸戰隊為主的日軍。3月2日，國民革民軍自上海後撤，日軍佔閘北，5月英美調停，日軍撤出上海。